# Lorenzo Balducci
Lorenzo Balducci (Roma, 4 settembre 1982) è un attore italiano.

## Biografia
Nipote dello scultore marchigiano Elio Balducci e secondogenito di Angelo Balducci, dirigente pubblico, e Rosanna Thau, inizia a studiare recitazione all'età di quattordici anni e nel 2001 è protagonista a teatro, accanto all'attrice Myriam Catania, del Romeo e Giulietta di Claudio Boccaccini.
Debutta sul grande schermo con il film I cavalieri che fecero l'impresa (2001), diretto da Pupi Avati con cui gira anche Il cuore altrove (2003). Successivamente alterna il lavoro sul grande e sul piccolo schermo.
Nel 2002 compare nel video della canzone "Telecomando", del cantautore Matteo Bassi.
Appare in varie fiction televisive, tra cui: Giorni da Leone (2002) e Giorni da Leone 2 (2006), miniserie tv dirette da Francesco Barilli, Il Papa buono (2003), regia di Ricky Tognazzi, e la serie tv 48 ore (2006), regia di Eros Puglielli.
Al cinema prende parte a una lunga serie di film, tra cui Ma che colpa abbiamo noi (2003) di Carlo Verdone, Tre metri sopra il cielo (2004), regia di Luca Lucini, Gas (2005), opera prima di Luciano Melchionna, Last Minute Marocco di Francesco Falaschi, I testimoni di André Téchiné e Il sole nero di Krzysztof Zanussi, tratto dall'opera teatrale di Rocco Familiari, tutti del 2007.
Nel 2009 ritorna sul grande schermo con tre film: Due vite per caso, regia di Alessandro Aronadio, Io, Don Giovanni, per la regia di Carlos Saura in cui ha il ruolo del giovane Lorenzo Da Ponte, l'autore dei testi della celebre opera di Mozart, e infine Ce n'è per tutti, regia di Luciano Melchionna. Con Melchionna lavora anche in diverse edizioni del suo spettacolo Dignità Autonome di Prostituzione, portandolo in scena a Roma, Napoli e in Spagna in occasione del Festival Internazionale di Teatro di Tarragona.
Dopo l'horror Bloody Sin e la commedia italiana Good As You - Tutti i colori dell'amore, si dedica al cinema internazionale interpretando la commedia romantica 31 días (girata in Messico), il film in costume spagnolo Stella cadente - Estel fugaç, il cortometraggio italo-americano Snowflake (girato e New York e di cui è anche co-produttore esecutivo) e il film americano In Search of Fellini. Sul piccolo schermo ha interpretato Carlo nella prima stagione della serie Questo nostro amore e Lazzaro nel film tv Barabba, accanto a Billy Zane.
Nel 2015 è nel cast della serie televisiva in onda su Canale 5 Solo per amore mentre l'anno successivo interpreta Mario de' Medici nella serie Medici: Masters of Florence e appare nella commedia di Carlo Vanzina Non si ruba a casa dei ladri.
Nel 2018 è tra gli interpreti dello spot per l'inaugurazione della stagione estiva del Gay Village di Roma e appare come guest-star in un episodio dell'undicesima stagione di Don Matteo. Lo stesso anno è uno dei protagonisti, nel ruolo di Giovanni Battista, di 7 Miracles of Jesus VR, interpreta Giulio Mieli nel film su Mario Mieli Gli anni amari di Andrea Adriatico e appare nella commedia Fino ad essere felici, opera prima di Paolo Cipolletta.
Nel 2019 è tra i protagonisti dello spettacolo di Luciano Melchionna Spoglia-toy, che debutta al Teatro Colosseo di Torino e va successivamente in scena al Piccolo Eliseo di Roma. Nel 2020 prepara la stand-up comedy diretta da Mariano Lamberti Allegro, non troppo, la cui messa in scena slitta di un anno a causa della pandemia di COVID-19. Dopo il debutto a data unica al Teatro dei Filodrammatici di Milano, lo spettacolo va in scena con successo al teatro Off/Off di Roma, per continuare poi il tour in varie città d'Italia. Per la sua interpretazione, vince il premio La Karl Du Pigné 2022, promosso dal Circolo Mario Mieli di Roma.
Nel gennaio del 2022 esce il suo primo videoclip da regista, il singolo Per dirsi mai della violinista elettro-pop H.E.R. e lo stesso anno è tra i vincitori della prima edizione dei Rainbow Awards – Premio internazionale Roma per i diritti Lgbtqi, riconoscimento destinato "a coloro che si sono distinti, con il proprio operato, a favore della promozione, tutela e rivendicazione dei diritti delle persone Lgbtqi". Prende inoltre parte ai film La sposa nel vento di Giovanni Coda e Beata te di Paola Randi. Nel dicembre del 2022 debutta a Roma con la stand-up comedy Fake, diretta da Mariano Lamberti.
Nel 2023 appare in un episodio della serie di Amazon Greek Salad (seguito del film L'appartamento spagnolo) ed è tra i protagonisti della seconda stagione di Canonico. Lo stesso anno è protagonista a teatro dello spettacolo Tom à la ferme ed entra nel cast del film di Paolo Virzì Un altro ferragosto, seguito della commedia Ferie d'agosto, distribuito nel marzo nel 2024. Interpreta inoltre un ruolo nel film televisivo Margherita delle stelle, biopic su Margherita Hack diretto da Giulio Base e appare, nei panni di Renato Mancini, nell'ottava stagione della soap opera Il paradiso delle signore. A dicembre partecipa, come ospite della makeover challenge, al nono episodio di Drag Race Italia.
Nel febbraio del 2024 è protagonista di puntata di un episodio della terza stagione di Doc - Nelle tue mani. A marzo inizia la tournée del suo nuovo spettacolo di stand-up comedy, E.G.O. - L'Arte della felicità, nuovamente diretto da Mariano Lamberti.
Nel gennaio del 2025 entra nel cast principale del film Permafrost, debutto alla regia di Lucia Calamaro, accanto a Silvio Orlando, Barbara Ronchi e Valentina Bellè, su una comunità di scienziati nella base più isolata dell'Antartide.

### Vita privata
A differenza di quanto erroneamente affermato nel 2010, l'attore non è mai risultato iscritto nel registro degli indagati in merito all'inchiesta sul G8 de La Maddalena.
Registi quali Pupi Avati e Carlo Verdone hanno pubblicamente difeso l'attore dalle accuse di raccomandazioni, affermando a più riprese di averlo scelto esclusivamente per le sue capacità. Lo stesso attore ne ha parlato in un'intervista a Vanity Fair, affermando: «Io sono stato segnalato per una serie di film – non tutti quelli che ho fatto, ci tengo a dirlo – e in un caso non lo immaginavo proprio. [...] Nessuno è mai venuto a dirmi: sei stato raccomandato per questo film. Ma lo capivo, sapevo che c’era una conoscenza tra la mia famiglia e la tal persona. [...] Avrei dovuto dirlo che non volevo essere segnalato, e il fatto che fossi giovane non è una scusante alla mancanza di coraggio. Dovevo dire no perché sapevo di non avere bisogno di essere spinto. Non perché fossi il migliore, per carità, ma per rispetto alla mia passione per questo lavoro, che è autentica»
Nel marzo del 2012, durante un'intervista concessa a Il Venerdì di Repubblica, fa coming out parlando apertamente della propria omosessualità. È sostenitore dei diritti gay, favorevole al matrimonio tra persone dello stesso sesso e nel 2015 è stato giurato per il 30º Torino Gay & Lesbian Film Festival. Nell'ottobre del 2023 ripete l'esperienza da giurato nella 21ª edizione del Florence Queer Festival.

## Filmografia

### Cinema
- I cavalieri che fecero l'impresa, regia di Pupi Avati (2001)
- Stregati dalla luna, regia di Pino Ammendola e Nicola Pistoia (2001)
- El Alamein - La linea del fuoco, regia di Enzo Monteleone (2002)
- Il cuore altrove, regia di Pupi Avati (2003)
- Ma che colpa abbiamo noi, regia di Carlo Verdone (2003)
- Anime, opera prima di Mariantonia Avati (2003)
- Mariti in affitto, regia di Ilaria Borrelli (2004)
- Tre metri sopra il cielo, regia di Luca Lucini (2004)
- Concorso di colpa, regia di Claudio Fragasso (2005)
- Gas, regia di Luciano Melchionna (2005)
- L'eroe della famiglia (Le Héros de la famille), regia di Thierry Klifa (2006)
- Ma l'amore... sì!, regia di Tonino Zangardi e Marco Costa (2006)
- L'eletto (Le concile de pierre), regia di Guillaume Nicloux (2006)
- Last Minute Marocco, regia di Francesco Falaschi (2007)
- I testimoni (Les Témoins), regia di André Téchiné (2007)
- Il sole nero, regia di Krzysztof Zanussi (2007)
- Così vanno le cose, regia di Francesco Bovino (2008)
- Ce n'è per tutti, regia di Luciano Melchionna (2009)
- Io, Don Giovanni, regia di Carlos Saura (2009)
- Due vite per caso, regia di Alessandro Aronadio (2010)
- Bloody Sin, regia di Domiziano Cristopharo (2011)
- Good As You - Tutti i colori dell'amore, regia di Mariano Lamberti (2012)
- 31 días, regia di Erika Grediaga (2013)
- Stella cadente (Stella cadente - Estrella fugaz), regia di Luis Miñarro (2014)
- In search of Fellini, regia di Taron Lexton (2016)
- Non si ruba a casa dei ladri, regia di Carlo Vanzina (2016)
- 7 Miracles of Jesus VR, regia di Marco Spagnoli e Rodrigo Cerqueira (2018)
- Gli anni amari, regia di Andrea Adriatico (2019)
- Fino ad essere felici, regia Paolo Cipolletta (2020)
- La sposa nel vento, regia Giovanni Coda (2021)
- Beata te, regia di Paola Randi (2022)
- La solitudine è questa, regia di Andrea Adriatico (2023)
- Un altro ferragosto, regia di Paolo Virzì (2024)
- Permafrost, regia di Lucia Calamaro (2025)

### Televisione
- Giorni da Leone, regia di Francesco Barilli – miniserie TV (2002)
- Stiamo bene insieme, regia di Elisabetta Lodoli e Vittorio Sindoni – miniserie TV (2002)
- Incantesimo 5, regia di Alessandro Cane e Leandro Castellani – soap opera, 1 episodio (2002)
- Il papa buono, regia di Ricky Tognazzi – miniserie TV (2003)
- Carabinieri – serie TV, episodio 2x20-2x21-2x23 (2003)
- Il maresciallo Rocca – serie TV, episodio 4x06 (2003)
- La squadra 4 – serie TV (2003)
- Questo amore, regia di Luca Manfredi – Miniserie TV (2004)
- Padri e figli, regia di Gianfranco Albano e Gianni Zanasi – miniserie TV (2005)
- 48 ore – serie TV, 12 episodi (2006)
- Così vanno le cose, regia di Francesco Bovino – film TV (2008)
- Le cose che restano, regia di Gianluca Maria Tavarelli – miniserie TV (2009)
- Questo nostro amore – serie TV, 6 episodi (2012)
- Barabba, regia di Roger Young – miniserie TV (2012)
- Solo per amore – serie TV, 20 episodi (2015-2017)
- Provaci ancora prof! – serie TV, episodio 6x02 (2015)
- I Medici (Medici: Masters of Florence) – serie TV, episodio 1x05 (2016)
- L'allieva – serie TV, episodio 3x04 (2020)
- Signora Volpe – miniserie TV, episodio 1x02 (2022)
- Greek Salad – serie TV, episodio 1x06 (2023)
- Canonico – serie TV, 10 episodi (2023)
- Il paradiso delle signore –soap opera, 10 episodi (2023)
- Doc - Nelle tue mani – serie TV, episodio 3x08 (2024)
- Margherita delle stelle, regia di Giulio Base – film TV (2024)

## Teatro
- Romeo e Giulietta di William Shakespeare, regia di Claudio Boccaccini (2001)
- Dignità autonome di prostituzione di Luciano Melchionna, regia di Luciano Melchionna (2012, 2015, 2017)
- Spoglia-Toy (monologo) di Luciano Melchionna, regia di Luciano Melchionna (2017, 2019)
- Allegro, non troppo (monologo) di Mariano Lamberti e Riccardo Pechini, regia di Mariano Lamberti (2021-2022)
- Fake (monologo) di Mariano Lamberti e Riccardo Pechini, regia di Mariano Lamberti (2022-2023)
- Tom à la ferme di Michel Marc Bouchard, regia di Giuseppe Bucci (2023-2024)
- Back to black di Silvano Spada, regia di Silvano Spada (2024)
- E.G.O. - L'arte della felicità (monologo) di Mariano Lamberti e Riccardo Pechini, regia di Mariano Lamberti (2024)